# Växthuseffekten
Denna artikel behandlar endast växthuseffekten som fysikaliskt fenomen. Att senare tiders klimatförändringar främst beror på människans utsläpp av växthusgaser behandlas i artikeln global uppvärmning.
Växthuseffekten (eller drivhuseffekten) är den uppvärmning av jordytan som åstadkoms av jordens atmosfär. Effekten beror på att en del av den värme som strålar ut från jordytan värmer upp luften i atmosfären i stället för att stråla ut i rymden. Jorden blir därigenom varmare än den skulle ha varit om den hade saknat atmosfär. I större eller mindre grad uppträder samma effekt också på andra planeter som är försedda med atmosfär. 

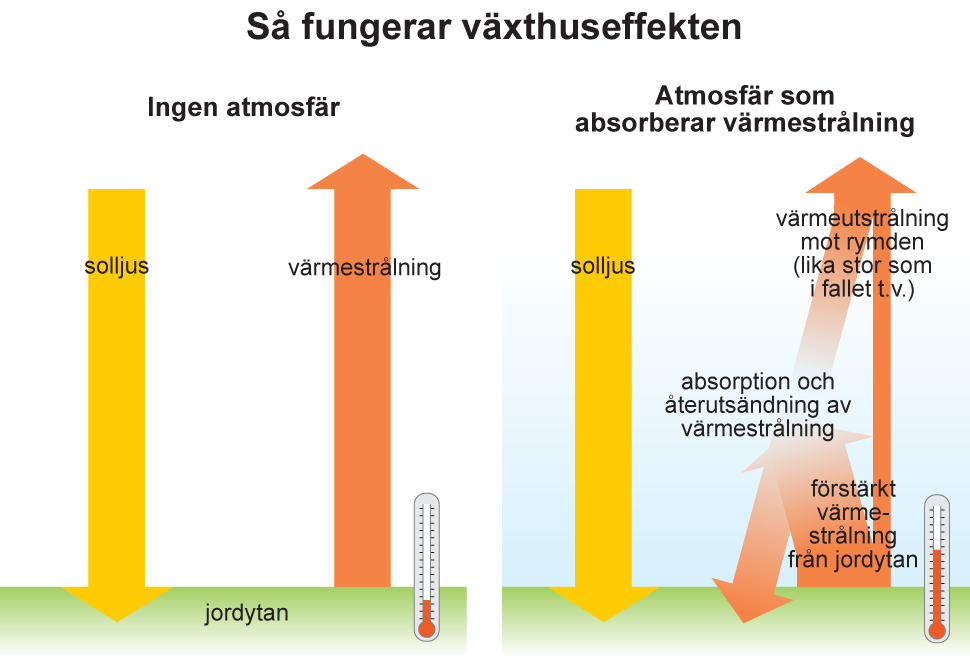
Utan atmosfär skulle det ha varit mycket kallt vid jordytan. I verkligheten blir temperaturen betydligt högre tack vare att luften innehåller gaser som fångar upp värmestrålningen från jordytan och återsänder den dit. Temperaturhöjningen förstärker värmestrålningen från ytan, men den mängd värmestrålning som slipper ut i rymden från jorden förblir oförändrad.

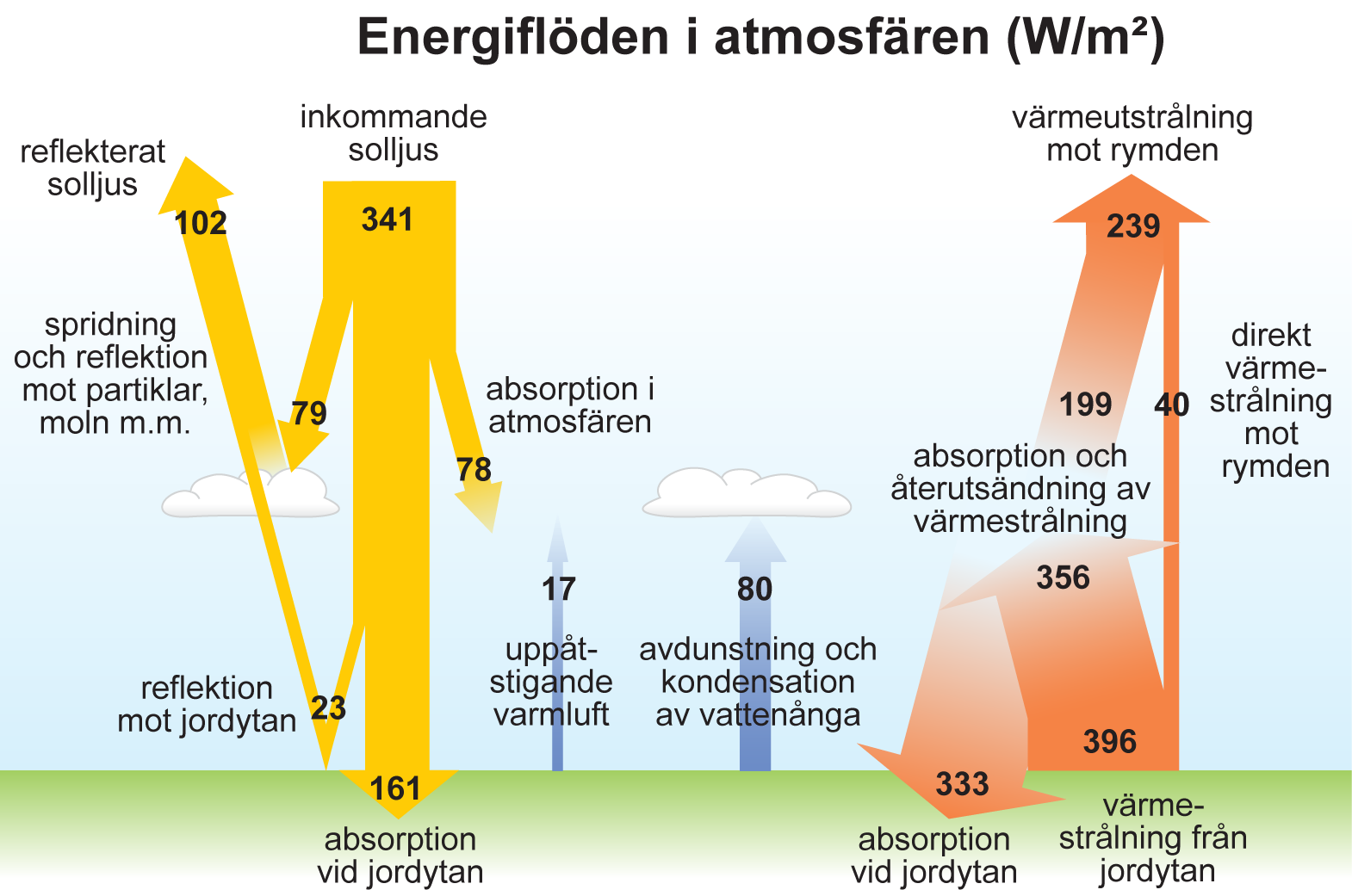
En något mer fullständig översikt över energiflödena i jordatmosfären kan se ut som ovan. Här framgår att atmosfären tar emot energi inte bara genom att absorbera solljus och värmestrålning utan också via uppåtstigande luft som har värmts nära markytan. Också den energi som går åt när vatten avdunstar vid jordytan frigörs i atmosfären när vattenångan kondenseras i form av moln.

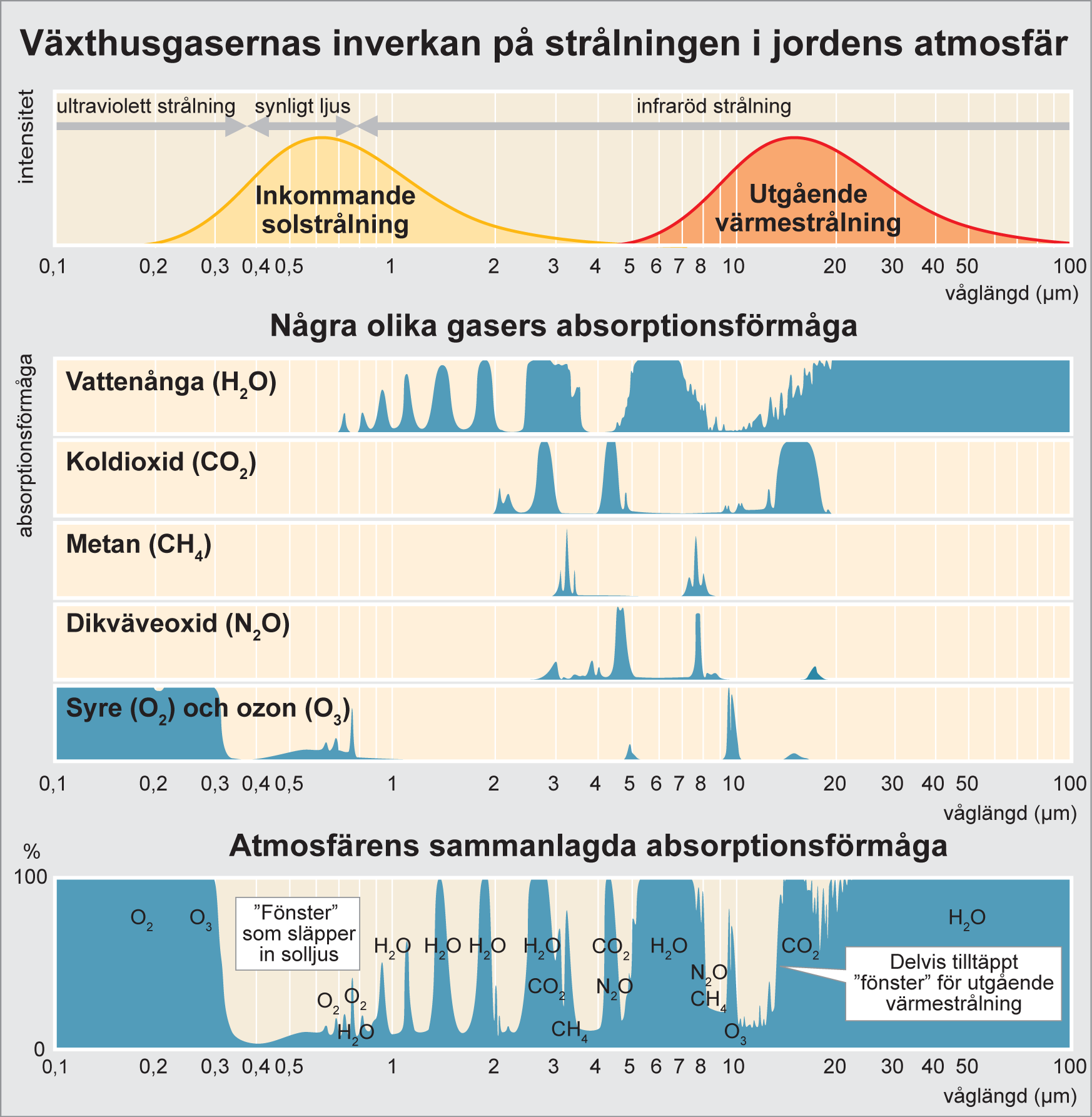
Solljuset utgörs till stor del av strålning på våglängder där jordens atmosfär är genomskinlig. För den långvågigare värmestrålningen från jordytan är atmosfären däremot bara delvis genomskinlig. Det mesta av värmestrålningen fångas upp av vattenånga, koldioxid och andra växthusgaser.

## Fysikaliska grunder
Gaserna i jordens atmosfär är relativt genomskinliga för ljuset från solen. Mycket av solljuset når därför ända ned till jordytan, där en del av det absorberas. Den energi som jordytan därigenom tar emot återutsänds mot rymden som infraröd strålning, långvågigare än solljuset och osynlig för ögat. Luftens dominerande beståndsdelar, kvävgas (N2) och syrgas (O2), är praktiskt taget genomskinliga även för sådan strålning.
I mindre kvantiteter innehåller atmosfären emellertid också gaser som absorberar infraröd strålning. Viktigast bland dessa så kallade växthusgaser är vattenånga (H2O) och koldioxid (CO2). Växthusgaserna absorberar det mesta av värmestrålningen från jordytan innan den hunnit ut i rymden. De strålar sedan ut den uppfångade strålningen igen, men inte bara vidare mot rymden utan åt alla håll, även nedåt. En betydande del av den värmestrålning som sänds ut från jordytan kommer på så sätt i retur.
Jordytan tar med andra ord emot strålningsenergi inte bara från solen utan också från luften (denna energi kommer dock också från solen ursprungligen). Den är därigenom mer än 30 grader varmare än den skulle ha varit om jorden inte haft någon atmosfär (eller om luften uteslutande hade bestått av gaser som inte absorberar infraröd strålning). Den globala medeltemperaturen vid jordytan, som i dag uppgår till nästan +15°, skulle utan växthuseffekten ha legat kring -19°. Under sådana omständigheter hade liv knappast varit möjligt på jorden.
Växthuseffekten på jorden är till största delen naturlig – atmosfären har innehållit växthusgaser så länge den funnits. Människan är emellertid på väg att förstärka växthuseffekten, främst genom utsläpp av koldioxid i samband med avskogning och användning av fossila bränslen. Dessa utsläpp anses vara huvudorsak till senare decenniers globala uppvärmning – jordens medeltemperatur har sedan början av 1900-talet stigit med närmare 1,2 grader. När man i dagligt tal förklarar den pågående uppvärmningen som ”ett resultat av växthuseffekten” menar man alltså egentligen att den beror på en antropogen (av människan orsakad) förstärkning av den redan befintliga växthuseffekten.

## Historia
Atmosfärens förmåga att värma jordytan beskrevs första gången 1824 av den franske fysikern och matematikern Joseph Fourier. År 1859 fann den irländske kemisten John Tyndall att det är vattenånga och koldioxid som står för merparten av värmeabsorptionen i atmosfären. Dock hade Eunice Newton Foote, en kvinnlig forskare, redan 1856 genomfört forskning på omvandling av solljus till värme i olika gaser samt påtalat effekten. Den svenske fysikern och kemisten Svante Arrhenius genomförde 1896 en första beräkning av hur människans utsläpp av koldioxid skulle kunna påverka temperaturen på jorden.
Den amerikanske fysikern Robert W. Wood blev 1909 den förste som i tryck använde ordet ”växthus” i en beskrivning av atmosfärens inverkan på jordens temperatur (Fourier hade liknat atmosfären vid en glaskupa, medan Arrhenius hade använt benämningen ”drivbänk”). Wood framhöll emellertid att alla dessa liknelser egentligen är missvisande – att det blir varmt i glaskupor eller växthus som står i solen beror inte i första hand på att glaset hejdar värmestrålning utan på att det hindrar uppvärmd luft från att lämna utrymmet ifråga.
Sedan ungefär ett halvsekel har man också med god noggrannhet kunnat beräkna växthuseffektens storlek, dvs. hur mycket de olika växthusgaserna inverkar på värmestrålningen i atmosfären.

## Växthusgaserna
| Växthusgas (eller motsvarande) | Andel av totala växthuseffekten på jorden (%) |
| ------------------------------ | --------------------------------------------- |
| Vattenånga                     | 39–62                                         |
| Moln                           | 15–36                                         |
| Koldioxid                      | 14–25                                         |
| Ozon                           | 2,7–5,7                                       |
| Dikväveoxid (lustgas)          | 1,0–1,6                                       |
| Metan                          | 0,7–1,6                                       |
| Partiklar                      | 0,3–1,8                                       |
| CFC (”freoner”)                | 0,1–0,5                                       |

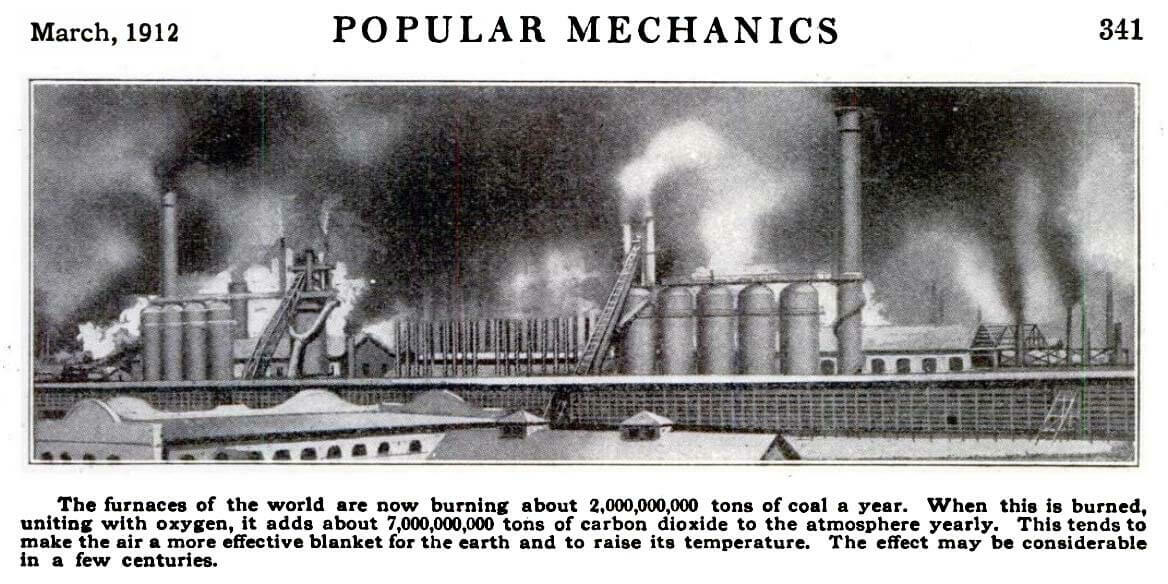
Bild och bildtext från
Popular Mechanics (mars 1912), som kortfattat beskriver hur förbränning av kol orsakar vad som nu kallas växthuseffekten
och hur det kan påverka framtida klimat.

Vattenångan står för grovt räknat hälften av den nutida växthuseffekten på jorden. Även molnen, det vill säga vatten i form av droppar eller iskristaller, har en påtaglig växthusverkan – de ger upphov till ungefär en fjärdedel av den totala växthuseffekten. 
Tillsammans står således vattenånga och moln grovt räknat för mer än 75 % av växthuseffekten, medan  koldioxiden svarar för uppåt 20 %. Övriga växthusgaser (främst ozon, lustgas och metan) står tillsammans för ca 7 % av den nutida växthuseffekten.
Beroende på hur man räknar kan man dock komma fram till skilda resultat för de olika bidragen till den totala växthuseffekten. Att man kan räkna på olika sätt hänger samman med att växthusgasernas verkningar på värmestrålningen ofta överlappar varandra. Exempelvis fångar vattenånga delvis upp värmestrålning på samma våglängder som koldioxid. I stället för exakta procentandelar anger tabellen därför ett spann för varje enskilt bidrag till växthuseffekten.

### Vattenångans inverkan jämfört med koldioxid
Spektroskopiskt har vattenånga mycket större förmåga att absorbera infraröd strålning än vad koldioxid har, den finns dessutom i betydligt större mängd i atmosfären. Trots det spelar koldioxid en oproportionerligt stor roll för den globala uppvärmningen. Det beror på att jordytan kyls av när vattenånga bildas genom avdunstning. Vattnets kretslopp skapar därigenom en jämvikt mellan jordens temperatur och mängden vattenånga i atmosfären. När ytterligare en växthusgas, som till exempel koldioxid, tillförs ökar temperaturen något vilket i sin tur ökar avdunstningen och mängden vattenånga i atmosfären. Därigenom förstärker vattenångan koldioxidens växthuseffekt.

## Växthuseffekten på andra planeter
Atmosfären på planeten Venus är drygt 90 gånger tätare än jordens atmosfär och består nästan helt av koldioxid.  Planeten ligger närmare solen än vad jorden gör, och det skulle därför ha varit ungefär 50 grader varmt där även om Venus saknat atmosfär, men växthuseffekten höjer temperaturen vid ytan med ytterligare drygt 400 grader.
Atmosfären på Mars är bara en hundradel så tät som på jorden, men också den utgörs till största delen av koldioxid. Även på Mars uppträder därför en märkbar växthuseffekt – temperaturen vid ytan är ungefär 5 grader högre än den skulle ha varit om atmosfären inte funnits.

## Källhänvisningar
1. ↑  Fridén, Christer (2007-05-15): "Vattenånga viktig för klimatprognoser". sverigesradio.se. Läst 13 juni 2014.
2. ↑  Mona Gidhagen & Svante Åberg: Kemi direkt, Stockholm 2012, ISBN 978-91-622-9762-6, sid 50
3. ↑  Bernes, Claes (2016) (pdf). En varmare värld – Växthuseffekten och klimatets förändringar. Monitor. "23" (Tredje upplagan). Stockholm: Naturvårdsverket. sid. 22–23. Libris 19936238. ISBN 978-91-620-1300-4. Arkiverad från originalet den 3 december 2019. https://web.archive.org/web/20191203165112/http://www.naturvardsverket.se/Om-Naturvardsverket/Publikationer/ISBN/1300/978-91-620-1300-4/. Läst 3 december 2019
4. ↑  Mona Gidhagen & Svante Åberg: Kemi direkt, Stockholm 2012, ISBN 978-91-622-9762-6, sid 51
5. ↑  ”Temperature Anomalies over Land and over Ocean”. https://climate.nasa.gov/. 2020. https://data.giss.nasa.gov/gistemp/graphs/. Läst 28 februari 2020.
6. ↑   Eunice Foote (1857). ”Circumstances Affecting the Heat of the Sun's Rays”. American Journal of Science and Arts.
7. ↑  S. Weart (2007). ”The discovery of global warming”. Arkiverad från originalet den 11 november 2016. https://web.archive.org/web/20161111201545/http://www.aip.org/history/climate/co2.htm. Läst 5 januari 2011.
8. ↑  Bernes (2016), sid. 56–57
9. 1 2  G. A. Schmidt, R. A. Ruedy, R. L. Miller och A. A. Lacis (2010). ”Attribution of the present‐day total greenhouse effect”. J. Geophys. Res., 115, D20106. Arkiverad från originalet den 22 oktober 2011. https://web.archive.org/web/20111022111918/http://pubs.giss.nasa.gov/docs/2010/2010_Schmidt_etal_1.pdf.
10. ↑  Russell, Randy (1 juni 2007). ”The Greenhouse Effect & Greenhouse Gases” (på engelska). Windows to the Universe. http://www.windows2universe.org/earth/climate/greenhouse_effect_gases.html. Läst 23 mars 2012.
11. ↑  Bernes, Claes; Holmgren, Pär (2009). Meteorologernas nya väderbok. Stockholm: Medströms bokförlag. sid. 18. Libris 11456852. ISBN 978-91-7329-021-0